# Bokermannohyla astartea
Bokermannohyla astartea é uma espécie de anfíbio da família Hylidae. Endêmica do Brasil, pode ser encontrada nas Serra do Mar e Serra da Mantiqueira, nos estados de São Paulo, Minas Gerais e Rio de Janeiro.